# Robert Scheffer
Robert Scheffer (6. února 1863 Colmar – 26. února 1926 Paříž) byl francouzský spisovatel, básník a dramatik.

## Životopis
Édouard Robert Scheffer se narodil v Colmaru v rodině pastora Frédérica Gustava Adolphe Scheffera (1826), rovněž spisovatele, a Sophie roz. Wehrstedt (1837). Měl bratra Jeana Paula (1859).

### Tajemník rumunské královny
Po dokončeném vzdělání působil Robert Scheffer v letech 1886–1891 na dvoře Rumunského království jako tajemník královny Alžběty de Wied. Přeložil jedno z jejích děl, které vydala pod pseudonymem Carmen Silva. O této zkušenosti vyprávěl v různých článcích a později v knize Orient royal. Úplnější rukopis tohoto díla, proti jehož vydání rumunský panovnický pár údajně vznesl námitky, Scheffer během první světové války spálil, aby se informace o králi spojenci Francie nedostaly do německých rukou. Paul Léautaud ho obvinil, že knihu napsal jen proto, aby dostal zaplaceno za její nevydání.
Byl také vynikající hudebník, hrál v roce 1886 při návštěvě Ruska s manželkou Lva Tolstého, před Tolstým a na koncertech. Během balkánské války v roce 1912 odjel do Konstantinopole.

### Novinářské souboje
Scheffer se účastnil mnoha duelů. Byl svědkem toho, jak anarchistický polemik Laurent Tailhade, s nímž spolupracoval na projektu Akademos, vyzval v roce 1894 na souboj libertariána Adolpha Tabaranta. V roce 1902 se, spolu s W. de Blest-Ganou a Paulem Leclercqem jako svědky, utkal s Georgesem Maurevertem – vzdal se v šestém kole. V roce 1909 v Brestu v souboji s Mauricem de Noisay byl v pátém kole zasažen do pravého předloktí, jeho svědci byli Laurent Tailhade a D'Adesward-Fersen. V roce 1910 se utkal s novinářem Jeanem de Mitty, svědky byli A. de Royaumont a Georges Savigny. Jeho protivník byl dvakrát zraněn. R. 1911 vyzval na souboj Alexandre Charlina z novin Gil Blas. Jeho protivník byl vážně zraněn. V roce 1912 vyzval Gomeze Carrilla, jehož svědky byli Henri Chervet a Georges Pioch. V souboji byl vážně zraněn do ruky. Jeho literární tvorba se následně ztenčila.

### Osamělý spisovatel
Robert Scheffer navázal přátelství s některými svými současníky, např. s Paulem Adamem, (s nímž plánoval vytvořit hru Le Trône, která zůstala projektem), Jeanem Lorrainem a Stéphanem Mallarmém.
Mnoho trvalých nepřátelství si vytvořil vydáním knihy Plumes d'oies et plumes d'aigles, literárních postav obsahujících satirické portréty, které byly dříve publikovány jako články v La Vie parisienne. Portrétoval spisovatele, jako byli Jean de Bonnefon, Maurice Barrès a Anatole France.
Oponoval některým svým mladším současníkům a spolu s dalšími autory (Pierre Louÿs, Henry de Régnier, Henry Gauthier-Villars, Pierre Veber, Pierre Valdagne, Paul-Jean Toulet, Maurice Edmond Sailland) vtipně uvažoval o vytvoření Společnosti pro odrazování od výtvarného umění a literatury.
Navzdory svým jedovatým spisům vyhledával společnost svých vrstevníků. V roce 1914 vstoupil do Société des Gens de Lettres. V roce 1918 mu tato společnost udělila Petit-Bourgovu cenu. Na Académie française v roce 1919 neuspěl, získal 3 hlasy proti 20 hlasům pro Henryho Bordeauxe, který zaujal místo Julese Lemaîtra, 4 hlasy pro Tancrèda Martela a jeden prázdný hlasovací lístek. V roce 1924 neúspěšně kandidoval na Goncourtovu cenu.
Robert Scheffer zemřel chudý a sám, po dlouhé nemoci v nemocnici Boucicaut v roce 1926 ve věku 63 let.

### Literární kariéra
Svou první sbírku básní vydal v roce 1890 a poslední dílo v roce 1920. V tomto období se zabýval překladem, poezií, povídkami, romány a divadelními hrami. Během své kariéry přispíval do různých časopisů, jako byly Mercure de France, Le Journal, Gil Blas, Excelsior, La Revue blanche, En Route, Pan, Poesia, Akademos aj. Založil revui Le Damier. Pracoval jako literární kritik pro různé noviny. V roce 1911 převzal vedení literární rubriky Revue illustrée.
Jeho prvním publikovaným literárním dílem byl překlad díla rumunské královny, pro kterou pracoval. Své první romány publikoval v nakladatelství Mercure de France.
Specializoval se na povídku, kterou miloval a kterou považoval za budoucnost literatury. Proslavil se svými "rychlými povídkami ". Henry de Bruschard oceňoval jeho "nervózní a ostré" povídky. Zdůrazňoval autorovu přitažlivost pro tragické, "výjimečné bytosti, které jsou trochu nejednoznačné ". Georges Casella v Revue illustrée uvádí, že "styl Roberta Scheffera rozhodně není jednoduchý. Je pracný, prošpikovaný archaismy a samotná zápletka Au Péché mutuel nebo Mme Larme je trpělivě propracovaná. Ale jak je to všechno pěkné a jemné!".
Jean Dorsenne popisuje Roberta Scheffera jako "originálního spisovatele s pronikavým stylem " a jeho styl bývá přirovnáván ke stylu Jeana Lorraina.

## Dílo

### Básně, příběhy a romány
- Sommeil, Paris, Librairie des bibliophiles, 1891, 95 p. Roman
- Ombres et mirages, Paris, librairie de «la Nouvelle revue», 1892, IX-336 p
- Misère royale, Paris, Alphonse Lemerre, 1893, I-320 p. Roman
- L'Idylle d'un prince, Paris, A. Lemerre, 1894, 307 p. Roman
- Le Chemin nuptial, Paris, A. Lemerre, 1895, 285 p. Roman psychologique
- Le Prince Narcisse, Paris, A. Lemerre, 1897, 259 p. Roman poétique et dramatique
- La Chanson de Neos, Paris, 1897 En vers
- Grève d'amour, roman, Paris, éditions de «la Revue blanche», 1898, 324 p. Roman se déroulant au Pays Basque
- Hermeros, Paris, Mercure de France, 1899, 125 p. (lire en ligne [archive]) Poésies
- (ill. Pierre Arthur Foäche), L'île aux baisers, Paris, L. Borel, coll. «Collection Nymphée», 1900, 208 p.; L'Île aux baisers..., Paris, Albin Michel, 1917, 64 p. Histoire se déroulant sur l’île de Bréhat. Republié sous le titre: Le Péché mutuel. Madame Larme, Paris, Société du «Mercure de France», 1904, 283 p. Contes
- Le palais de Proserpine, 1901 Roman se situant dans une cour allemande
- Les Frissonnantes, contes, Paris, Société du «Mercure de France», 1905, 293 p. Contes
- Les Loisirs de Berthe Livoire, Paris, Société du «Mercure de France», 1906, 276 p.; Les Loisirs de Berthe Livoire, Paris, F. Rouff, coll. «Grande Collection nationale» (no 25), 1914, 36 p. Roman humoristique
- Orient royal, cinq ans à la cour de Roumanie,1908; (préf. J.-H. Rosny aîné), Orient royal, cinq ans à la cour de Roumanie, Paris, l'éd. française illustrée, 1918, XII-286 p
- Hadrien sur le Nil..., 1909, pp. 395–402
- Contes ardents, Paris, Librairie universelle, 1910, 188 p
- Les Taciturnes. Les Exotiques. Les Provinciales. Les Agitées, 1910; Les Taciturnes. Les Exotiques. Les Provinciales. Les Agitées, Paris, Eugene Figuière, 1912, 242 p. Recueil de nouvelles
- Souvenirs d'un virtuose-amateur, [s. n.], 1913, pp. 12–21
- Le Vol d'Icare «Les contes que M. Robert Scheffer a réunis sous le titre du Vol d'Icare sont de grande qualité, bien qu'on n'en puisse recommander à tout venant la lecture. M. Scheffer, qui est pour ainsi dire une réincarnation littéraire de Jean Lorrain, a de cet auteur la somptuosité décorative et l'artistique, la brillante perversité. Il tient aussi de Maupassant un goût pour le surnaturel et le macabre, et de Wilde un culte un peu bien exclusif d'une beauté un peu bien apprêtée. Bref, s'il n'eût pas déplu à Barbey d'Aurevilly par ses petits travers, Mérimée l'eût peut-être aimé aussi pour la subtilité de ses inventions. Le Vol d'Icare est une fantaisie assez médiocre, mais tous les autres contes valent par un art impur et savoureux.» 40
- (ill. Victor Spahn), Les Étapes d'une amoureuse, Paris, A. Michel, 1928, 128 p
- (ill. Wochenmayr), Flot d'amour, Paris, A. Michel, 1930, 127 p
- Le chemin nuptial, Saint-Brieuc, Reflets de Misia, coll. «Les reflets de Misia», 2010, 156 p
- Le palais de Proserpine; suivi par Le Prince Narcisse, Saint-Brieuc, D. Lamaze, coll. «Les reflets de Misia» (no 5), 2011, 243 p

### Portréty
- Plumes d'oies et plumes d'aigles, figures littéraires, Paris, Edition de Pan, 1911, 173 p

### Divadelní hra
- Robert Scheffer et Georges Lignereux, La petite maison d'Auteuil, 1907 (lire en ligne [archive]) Elle est présentée au Grand-Guignol en 1920–1921. C’est un grand succès. puis février 1939 avec Robert Lérac, Jean Dartial et Maryse Leroy

### Překlad
- Carmen Sylva (trad. de l'allemand par Robert Scheffer, préf. Pierre Loti), Paris, C. Lévy, 1890, XXXI-268 p

### V češtině
- Neznámá – úvod František Sekanina, in: 1000 nejkrásnějších novel... č. 95; př. Arnošt Procházka. Praha: J. R. Vilímek, 1916